# Казерта
Казерта (на италиански: Caserta) e община, град и столица на провинция Казерта в регион Кампания, Южна Италия със 78 965 жители (1 януари 2009). Намира се на около 35 км от Неапол, 172 км от Рим и е близо до град Капуа.
През Средновековието с бил село с името Тор Лупара (Tor Lupara, Casa Irta).
Тук се намира построеният през 1752 г. Кралски дворец (на италиански: Palazzo reale di Caserta), който е един от най-големите дворци в Европа и е бил седалище на Бурбоните. На 29 април 1945 година там е подписана Капитулацията от Казерта, която слага край на Втората световна война в Италия. Дворецът служи и като сцена за много филми.

## Известни личности
Родени в Казерта
- Мария Амалия Бурбон-Двете Сицилии (1782-1866), кралица на Франция

Починали в Казерта
- Луиджи Ванвители (1700-1773), архитект